# Isle of Wight Saturday League
La Isle of Wight Saturday League es la liga de fútbol de la Isla de Wight, Inglaterra. La liga tiene tres divisiones (Division One, Two y Three), y también cuenta con dos divisiones para equipos de reserva (Combination One y Two).

## Equipos de la temporada 2023-24
Division One
- Bembridge
- Binstead & County Old Boys
- Brading Town
- Cowes Sports Reserves
- East Cowes Sports
- High Park
- Northwood St. John's
- Shanklin
- Vectis
- Ventnor
- West Wight
- Whitecroft & Barton Sports

Division Two
- AFC Wootton
- Carisbrooke United
- Newchurch
- Newport IOW Reserves
- Niton
- Oakfield
- Osborne Coburg
- Ryde Saints
- Sandown & Lake

## Sistema de competición
El sistema del campeonato está definido a través de enfrentamientos entre todos los clubes en partidos de ida y vuelta, de manera que el club que obtiene el mayor puntaje al final del torneo es proclamado campeón. Los dos equipos peor ubicados descienden a la Division Two.

## Historial
| Temporada | Campeón                                                                        |
| --------- | ------------------------------------------------------------------------------ |
| 1898-99   | East Cowes Victoria Athletic                                                   |
| 1899-00   | East Cowes Victoria Athletic                                                   |
| 1900-07   | Sin datos                                                                      |
| 1907-08   | Newport                                                                        |
| 1908-09   | Newport                                                                        |
| 1909-10   | Newport                                                                        |
| 1910-23   | Sin datos                                                                      |
| 1923-24   | Newport                                                                        |
| 1924-30   | Sin datos                                                                      |
| 1930-31   | East Cowes Victoria Athletic                                                   |
| 1931-34   | Sin datos                                                                      |
| 1934-35   | East Cowes Victoria Athletic                                                   |
| 1935-36   | East Cowes Victoria Athletic                                                   |
| 1936-78   | Sin datos (en la década de 1950, Brading Town ganó 8 campeonatos consecutivos) |
| 1978-79   | East Cowes Victoria Athletic                                                   |
| 1979-82   | Sin datos                                                                      |
| 1982-83   | East Cowes Victoria Athletic                                                   |
| 1983-84   | Sin datos                                                                      |
| 1984-85   | Newport Reserves                                                               |
| 1985-86   | Whitecroft & Barton Sports                                                     |
| 1986-87   | East Cowes Victoria Athletic                                                   |
| 1987-88   | East Cowes Victoria Athletic                                                   |
| 1988-89   | Binstead & COB                                                                 |
| 1989-90   | Oakfield                                                                       |
| 1990-91   | Binstead & COB                                                                 |
| 1991-92   | Ryde Saints Reserves                                                           |
| 1992-93   | Oakfield                                                                       |
| 1993-94   | Oakfield                                                                       |
| 1994-95   | East Cowes Victoria Athletic                                                   |
| 1995-96   | Newport Reserves                                                               |
| 1996-97   | West Wight                                                                     |
| 1997-98   | Binstead & COB                                                                 |
| 1998-99   | West Wight                                                                     |
| 1999-00   | Binstead & COB                                                                 |
| 2000-01   | Red Star Spartans                                                              |
| 2001-02   | West Wight                                                                     |
| 2002-03   | West Wight                                                                     |
| 2003-04   | West Wight                                                                     |
| 2004-05   | Oakfield                                                                       |
| 2005-06   | Shanklin                                                                       |
| 2006-07   | Shanklin                                                                       |
| 2007-08   | West Wight                                                                     |
| 2008-09   | West Wight                                                                     |
| 2009-10   | West Wight                                                                     |
| 2010-11   | West Wight                                                                     |
| 2011-12   | West Wight                                                                     |
| 2012-13   | West Wight                                                                     |
| 2013-14   | West Wight                                                                     |
| 2014-15   | Whitecroft & Barton Sports                                                     |
| 2015-16   | Whitecroft & Barton Sports                                                     |
| 2016-17   | Whitecroft & Barton Sports                                                     |
| 2017-18   | Whitecroft & Barton Sports                                                     |
| 2018-19   | Whitecroft & Barton Sports                                                     |
| 2019-20   | Campeonato suspendido por la pandemia de COVID-19                              |
| 2020-21   | Whitecroft & Barton Sports                                                     |
| 2021-22   | Shanklin                                                                       |
| 2022-23   | Shanklin                                                                       |